# Sötét varangyteknős
A sötét varangyteknős (Phrynops geoffroanus vagy Phrynops geoffranus) a hüllők (Reptilia) osztályának a teknősök (Testudines) rendjébe, ezen belül a kígyónyakúteknős-félék (Chelidae) családjába tartozó faj.

## Előfordulása
Kolumbia, Venezuela, Guyana, Francia Guyana, Brazília és Paraguay területén honos. Folyók és tavak lakója.

## Megjelenése
Testhossza 32 centiméter.
|  |